# Алмазне (Феодосійський район)
Алма́зне (до 1948 року — Ескі-Керлевют, Старий Керлеут, також Альт-Вассеррайх, Вассеррайх, крим. Eski Kerlevüt) — село Феодосійського району Автономної Республіки Крим. Розташоване на заході району.

## Населення
Згідно з переписом УРСР 1989 року чисельність наявного населення села становила 473 особи, з яких 224 чоловіки та 249 жінок.
За переписом населення України 2001 року в селі мешкало 512 осіб.

### Мова
Розподіл населення за рідною мовою за даними перепису 2001 року:
| Мова              | Відсоток |
| ----------------- | -------- |
| кримськотатарська | 46,65 %  |
| російська         | 44,09 %  |
| українська        | 7,68 %   |
| білоруська        | 0,20 %   |
| молдовська        | 0,20 %   |
| інші              | 1,18 %   |